# 61.º governo da Monarquia Constitucional
O 61.º e último governo da Monarquia Constitucional e 33.º governo desde a Regeneração, nomeado a 26 de junho de 1910 e exonerado a 5 de outubro de 1910 (após a revolução republicana), foi presidido por António Teixeira de Sousa. 
A sua constituição era a seguinte:
| Cargo                                                                                 | Detentor | Detentor                                      | Período                                    |
| ------------------------------------------------------------------------------------- | -------- | --------------------------------------------- | ------------------------------------------ |
| Presidente do Conselho de Ministros                                                   |          | António Teixeira de Sousa (1857–1917)         | 26 de junho de 1910 a 5 de outubro de 1910 |
| Ministro e Secretário de Estado dos Negócios do Reino                                 |          | António Teixeira de Sousa (1857–1917)         | 26 de junho de 1910 a 5 de outubro de 1910 |
| Ministro e Secretário de Estado dos Negócios Eclesiásticos e de Justiça               |          | Manuel Fratel (1869–1938)                     | 26 de junho de 1910 a 5 de outubro de 1910 |
| Ministro e Secretário de Estado dos Negócios da Fazenda                               |          | Anselmo de Andrade (1844–1928)                | 26 de junho de 1910 a 5 de outubro de 1910 |
| Ministro e Secretário de Estado dos Negócios da Guerra                                |          | José Nicolau Raposo Botelho (1850–1914)       | 26 de junho de 1910 a 5 de outubro de 1910 |
| Ministro e Secretário de Estado dos Negócios da Marinha e Ultramar                    |          | José Marnoco e Sousa (1869–1916)              | 26 de junho de 1910 a 5 de outubro de 1910 |
| Ministro e Secretário de Estado dos Negócios Estrangeiros                             |          | José de Azevedo Castelo Branco (1852–1923)    | 26 de junho de 1910 a 5 de outubro de 1910 |
| Ministro e Secretário de Estado dos Negócios das Obras Públicas, Comércio e Indústria |          | José Gonçalves Pereira dos Santos (1855–1927) | 26 de junho de 1910 a 5 de outubro de 1910 |